# Мартин (хоккейный клуб)
ХК «Мартин» (словац. MHC Martin) — словацкий профессиональный хоккейный клуб, основанный в 1932 году и выступающий в словацкой экстралиге.

## История
Хоккейный клуб в городе Мартине был основан в 1932 году под названием «Славия». Позже название многократно менялось. В сезоне 2010/11 клуб получил нынешнее название — «Маунтфилд». С 1992 года клуб выступает в словацкой экстралиге, лишь в двух сезонах (1999/00 и 2004/05) команда играла в первой словацкой лиге. После нескольких лет финансовой стабильности, главный тренер Душан Грегор сумел построить боеспособную команду, которая завоевала бронзу чемпионата в 2009 году. В том же году клуб стал обладателем Континентального кубка по хоккею с шайбой.

## Название
Slávie Martin (1932–1945), SK Spartak Martin (1945–1965), TJ Hutník Martin (1965–1978), TJ Hutník ZŤS Martin (1978–1990), HC Hutník ZŤS Martin (1990–1994), Martinskeho hokeja club (1994–2003), HC Martimex ZŤS Martin (2003–2005), MHC Martin (2005–2010), MHC Mountfield (с 2010)

## Достижения
- Чемпионат Словакии по хоккею:
  - Бронзовый призёр (2)  : 1993/94, 2009/10
- Континентальный кубок по хоккею с шайбой:
  - Обладатели (1)  : 2009